# Byans-sur-Doubs
Byans-sur-Doubs és un municipi francès situat al departament del Doubs i a la regió de Borgonya - Franc Comtat. L'any 2007 tenia 578 habitants.

## Demografia

### Població
El 2007 la població de fet de Byans-sur-Doubs era de 578 persones. Hi havia 220 famílies de les quals 48 eren unipersonals (28 homes vivint sols i 20 dones vivint soles), 76 parelles sense fills, 80 parelles amb fills i 16 famílies monoparentals amb fills.
La població ha evolucionat segons el següent gràfic:
Habitants censats

### Habitatges
El 2007 hi havia 249 habitatges, 223 eren l'habitatge principal de la família, 16 eren segones residències i 10 estaven desocupats. 203 eren cases i 43 eren apartaments. Dels 223 habitatges principals, 157 estaven ocupats pels seus propietaris, 62 estaven llogats i ocupats pels llogaters i 4 estaven cedits a títol gratuït; 3 tenien una cambra, 16 en tenien dues, 25 en tenien tres, 58 en tenien quatre i 122 en tenien cinc o més. 184 habitatges disposaven pel capbaix d'una plaça de pàrquing. A 104 habitatges hi havia un automòbil i a 107 n'hi havia dos o més.

### Piràmide de població
La piràmide de població per edats i sexe el 2009 era:
| Homes | Edats   | Dones |
| ----- | ------- | ----- |
| 0     | 95 o +  | 4     |
| 0     | 90 a 94 | 16    |
| 0     | 85 a 89 | 8     |
| 4     | 80 a 84 | 4     |
| 8     | 75 a 79 | 8     |
| 8     | 70 a 74 | 12    |
| 0     | 65 a 69 | 8     |
| 24    | 60 a 64 | 8     |
| 16    | 55 a 59 | 16    |
| 20    | 50 a 54 | 20    |
| 12    | 45 a 49 | 4     |
| 32    | 40 a 44 | 24    |
| 20    | 35 a 39 | 28    |
| 16    | 30 a 34 | 12    |
| 24    | 25 a 29 | 16    |
| 20    | 20 a 24 | 24    |
| 44    | 15 a 19 | 16    |
| 32    | 10 a 14 | 16    |
| 8     | 5 a 9   | 12    |
| 24    | 0 a 4   | 12    |

## Economia
El 2007 la població en edat de treballar era de 376 persones, 285 eren actives i 91 eren inactives. De les 285 persones actives 267 estaven ocupades (146 homes i 121 dones) i 18 estaven aturades (9 homes i 9 dones). De les 91 persones inactives 34 estaven jubilades, 44 estaven estudiant i 13 estaven classificades com a «altres inactius».

### Ingressos
El 2009 a Byans-sur-Doubs hi havia 210 unitats fiscals que integraven 534,5 persones, la mediana anual d'ingressos fiscals per persona era de 17.720 €.

### Activitats econòmiques
Dels 13 establiments que hi havia el 2007, 1 era d'una empresa alimentària, 1 d'una empresa de fabricació d'altres productes industrials, 2 d'empreses de construcció, 2 d'empreses de comerç i reparació d'automòbils, 2 d'empreses de transport, 1 d'una empresa d'hostatgeria i restauració, 1 d'una empresa de serveis, 2 d'entitats de l'administració pública i 1 d'una empresa classificada com a «altres activitats de serveis».
Dels 4 establiments de servei als particulars que hi havia el 2009, 1 era una oficina de correu, 1 guixaire pintor, 1 fusteria i 1 restaurant.
L'únic establiment comercial que hi havia el 2009 era una fleca.
L'any 2000 a Byans-sur-Doubs hi havia 4 explotacions agrícoles.

## Equipaments sanitaris i escolars
El 2009 hi havia una escola elemental integrada dins d'un grup escolar amb les comunes properes formant una escola dispersa.

## Poblacions més properes
El següent diagrama mostra les poblacions més properes.